# Tożsamość Lagrange’a
Tożsamość Lagrange’a to następująca równość:
{\displaystyle \sum _{1\leqslant i<k\leqslant n}(a_{i}b_{k}-a_{k}b_{i})^{2}=\left(\sum _{i=1}^{n}a_{i}^{2}\right)\left(\sum _{i=1}^{n}b_{i}^{2}\right)-\left(\sum _{i=1}^{n}a_{i}b_{i}\right)^{2}}
To samo, lecz inaczej:
{\displaystyle \sum _{i=1}^{n-1}\sum _{k=i+1}^{n}(a_{i}b_{k}-a_{k}b_{i})^{2}=\left(\sum _{i=1}^{n}a_{i}^{2}\right)\left(\sum _{i=1}^{n}b_{i}^{2}\right)-\left(\sum _{i=1}^{n}a_{i}b_{i}\right)^{2}}
Nazwa równości pochodzi od znakomitego matematyka francuskiego Lagrange’a.
Jeśli zauważyć, że lewa strona tej równości jest zawsze nieujemna, z tożsamości Lagrange’a natychmiast otrzymujemy klasyczną nierówność Schwarza.

## Tożsamość Lagrange’a w algebrze zewnętrznej
W terminach iloczynu zewnętrznego, tożsamość Lagrange’a można zapisać jako
{\displaystyle (a\cdot a)(b\cdot b)-(a\cdot b)^{2}=(a\wedge b)\cdot (a\wedge b).}
Można ją więc postrzegać jako wzór wyrażający długość wektora – iloczynu zewnętrznego dwu wektorów (równą polu równoległoboku rozpiętego na tych wektorach) w terminach iloczynu skalarnego tych wektorów:
{\displaystyle \|a\wedge b\|={\sqrt {(\|a\|\ \|b\|)^{2}-\|a\cdot b\|^{2}}}.}